# Ankaranana
Ankaranana est un village et une commune rurale située dans la Région Itasy, Province de Tananarive, au centre de Madagascar.

## Géographie
Le village d'Ankaranana, chef-lieu de la Commune du même nom, se trouve dans une région fertile, entourée d'anciens volcans. Le village et la Commune sont enclavés. Ils ne sont atteignables depuis la RN que par une piste assez difficile d'environ 12 km.

## Économie
Cultures extensives sur terrain volcanique et avec de bonnes possibilités d'irrigation. Production importante de haricots (plusieurs récoltes par an), de manioc (celui de la région est renommé pour sa cuisson très rapide qui économise le bois de feu), production de cresson, de maïs, de riz, de bananes et même d'un excellent café. Sériciculture chez certains paysans, comme activité secondaire. Élevage de zébus et animaux de ferme.
Depuis le mois de novembre 2010, le village d'Ankaranana est doté d'un réseau électrique alimenté par un générateur photovoltaïque, géré par l'association Fahazavana. L'ADER (Agence pour le Développement de l'Électrification Rurale) a financé le réseau électrique souterrain. La génératrice de 3kW conçue par l'ingénieur Philippe Meister, a été financée par le REPIC (coopération suisse), l'ONG Nouvelle Planète, la Société AGENA Énergies.
Dans le cadre de l'électrification, les 25 000 piles jetables utilisées annuellement dans la commune sont remplacées par des piles Ni-MH rechargeables dont les recharges payantes créent une importante source de revenus.